# Korte Vlietkanaal
Het Korte Vlietkanaal is een kanaal in Zuid-Holland en vormt een directe verbinding tussen de Oude Rijn en de Vliet / Rijn-Schiekanaal. Het kanaal is gegraven rond 1969, ter vervanging van de Korte Vliet en de Trekvliet zodat er niet meer door Leiden gevaren hoefde te worden. De Korte Vliet werd hiervoor gekanaliseerd. Het kanaal fungeert momenteel als grens tussen de gemeenten Leiden en Voorschoten. Over het Korte Vlietkanaal liggen 3 provinciale bruggen: de Hooghkamerbrug (N447) de Hoflandbrug en de Waddingerbrug.